# Vit herdehund
Vit herdehund (tyska: Weißer Schweizer Schäferhund; franska: Berger Blanc Suisse) är en hundras från Schweiz. Den är av samma ursprung som schäfern. Vit herdehund erkändes som egen ras av Fédération Cynologique Internationale (FCI) 2003. Den skall inte förväxlas med vita tyska schäferhundar som varken godkänns av Svenska Kennelklubben (SKK) eller FCI.

## Historia
Farfadern till den första tyska schäferhunden som registrerades 1889 var vit och vitt har tillsammans med andra färger alltid förekommit i schäferns anlag. Vita herdehundar och boskapsvaktare inom alla raser har haft förtjänsten att inte förväxlas med vargar i mörkret.
1933 förbjöds vita hundar i schäferaveln i Tyskland, men i USA och Kanada användes de fortfarande. 1968 förbjöds de även av American Kennel Club, många exporterades då till Europa. Hunden Lobo, född 1966, var den första vita herdehunden som blev registrerad i Schweiz. Rasen erkändes i Schweiz 1991, följt av Nederländerna 1992, där den även hör till de populäraste hundraserna. Nu finns rasen spridd över hela Europa. Rasen erkändes av Svenska Kennelklubben år 2000. Från och med 2010 ingår den bland de raser Svenska Brukshundklubben har avelsansvar för. Vit herdehund godkändes på permanent basis av FCI den 5 juli 2011.
Värt att notera är att vit herdehund är erkänd av FCI som en egen ras. För länder som står utanför FCI är i vissa fall inte vit herdehund erkänd som egen ras. Vit herdehund har dock från och med oktober 2017 nått erkännande av the Kennel Club Storbritannien.

## Egenskaper

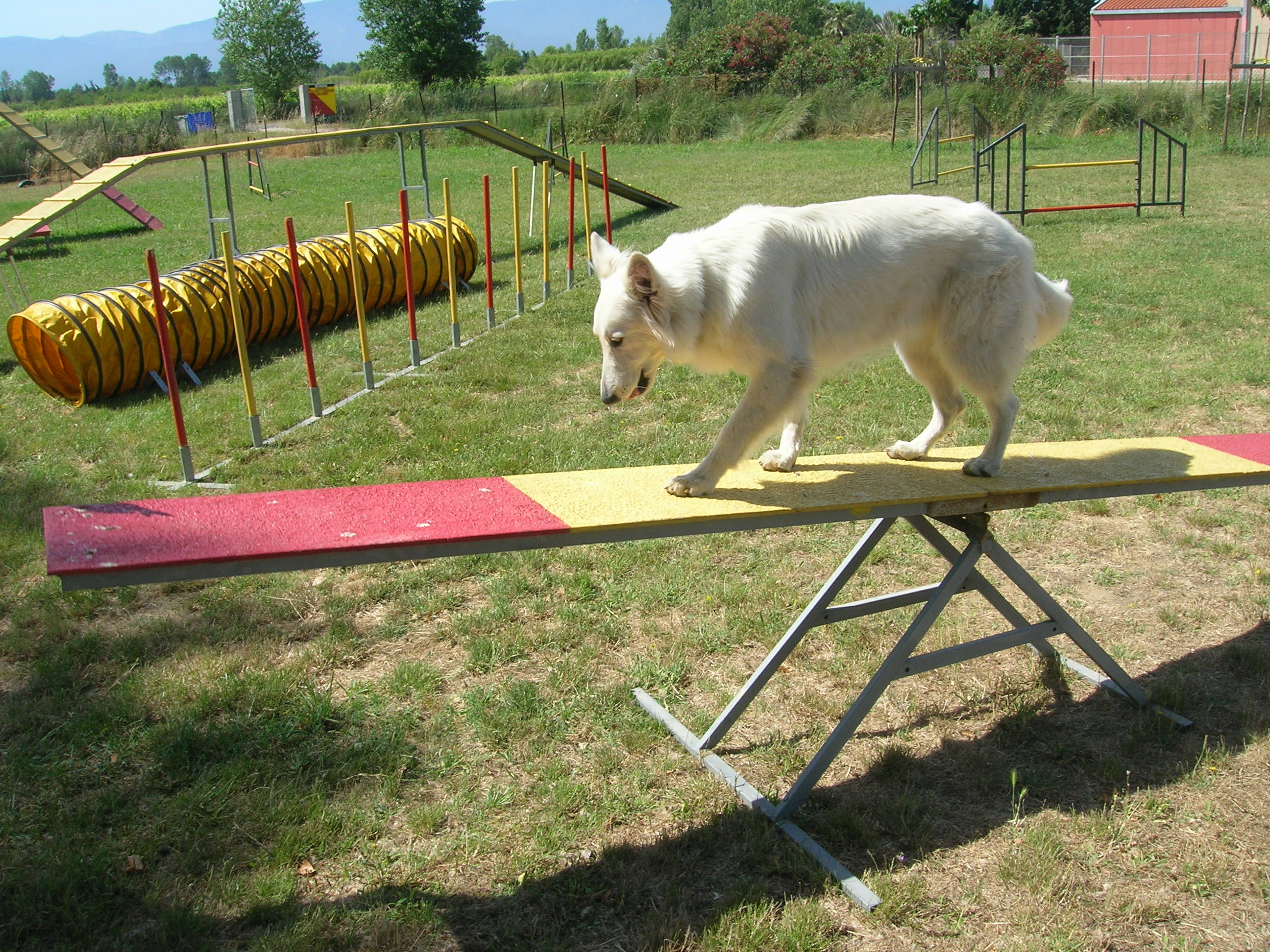

Den vita herdehunden är vänlig, intelligent och lättlärd. Den är lojal mot sin familj och kan vara försiktig runt främlingar därför är tidig socialträning mycket viktig, en vit herdehund får aldrig visa blyghet eller rädsla. Den vita herdehunden kommer oftast bra överens med andra hundar och är också utmärkt för bruks- och hundsport. Det finns individer som har kvar vallanlag och som passar för vallning. Den används också som social tjänstehund och assistanshund.
Rasens mentalitet kännetecknas av ett öppet sinnelag, den är orädd och har ett gott självförtroende. Den vita herdehunden är en aktiv hund som gillar att arbeta och den behöver bli mentalt stimulerad.

## Utseende
Vit herdehund är en medelstor hund. Dess rygg ska vara rak och horisontell med stark muskulatur. Korset ska vara långt och medelbrett. Den ska också vara rektangulärt byggd med medelgrov benstomme. Vidare har den ståndöron och bruna eller mörkbruna mandelformade ögon. Nostryffeln, läppar och ögonens kanter ska helst vara så svarta som möjligt. Färgen är vit, men sällan blir en vit herdehund "snövit", den kan ha lite cremefärgning på ryggen och på öronen i synnerhet vintertid.
Det finns två olika hårlag, medellång- och långhår – alltid med underull. Ingen uppdelning av hårlagen sker varken på utställning eller i avel. En korrekt päls är enkel att sköta. Extra genomborstning behövs i fällperioder.

## Hälsa
Vit herdehund är generellt en frisk och sund ras. Det finns ingen statistik över allvarligare ärftliga sjukdomar. Höftledsdysplasi (HD) och armbågsledsdysplasi (ED) förekommer. Vit herdehunds genetiska anlag för vit färg orsakar inte dövhet.

## Galleri

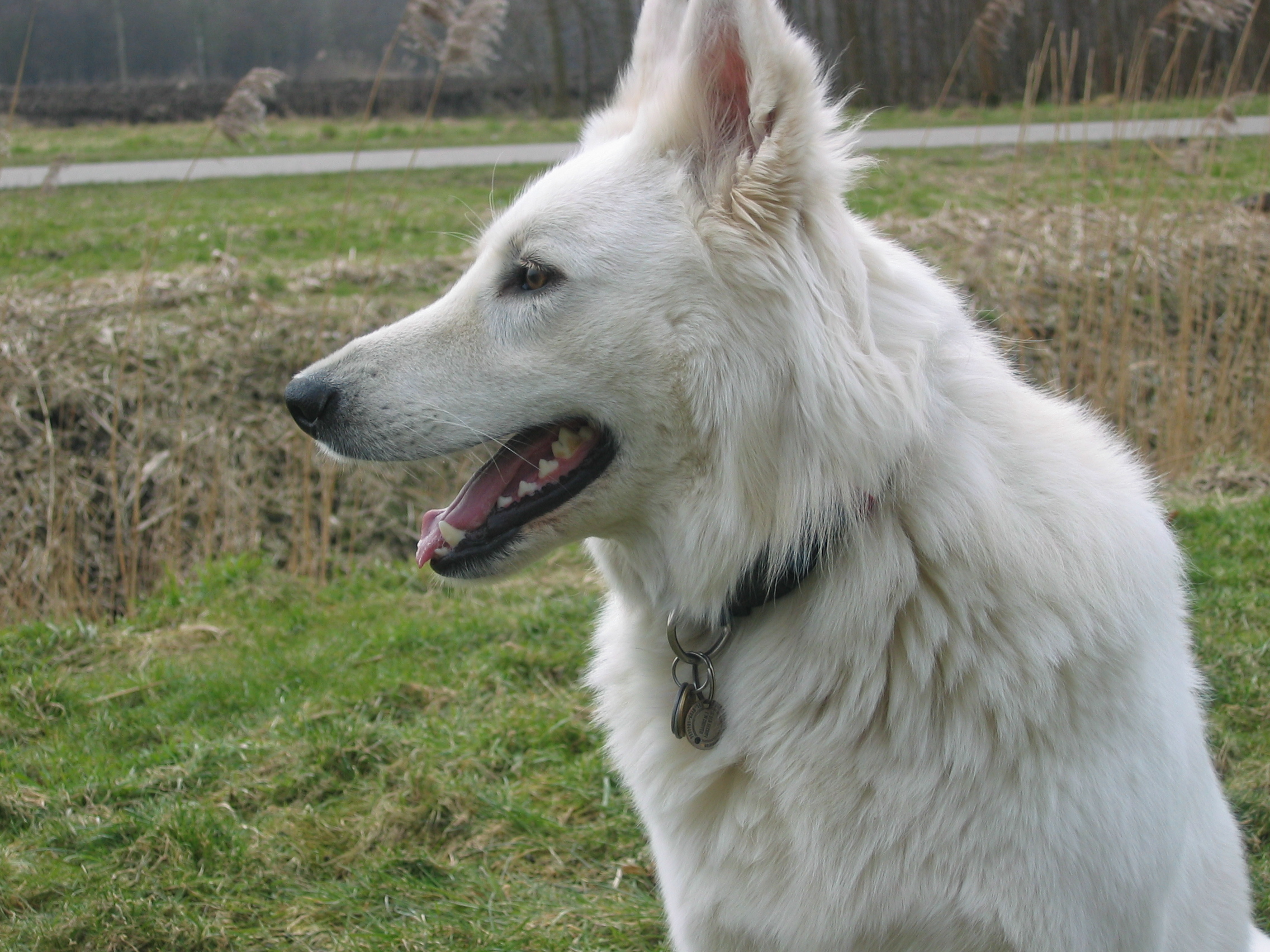
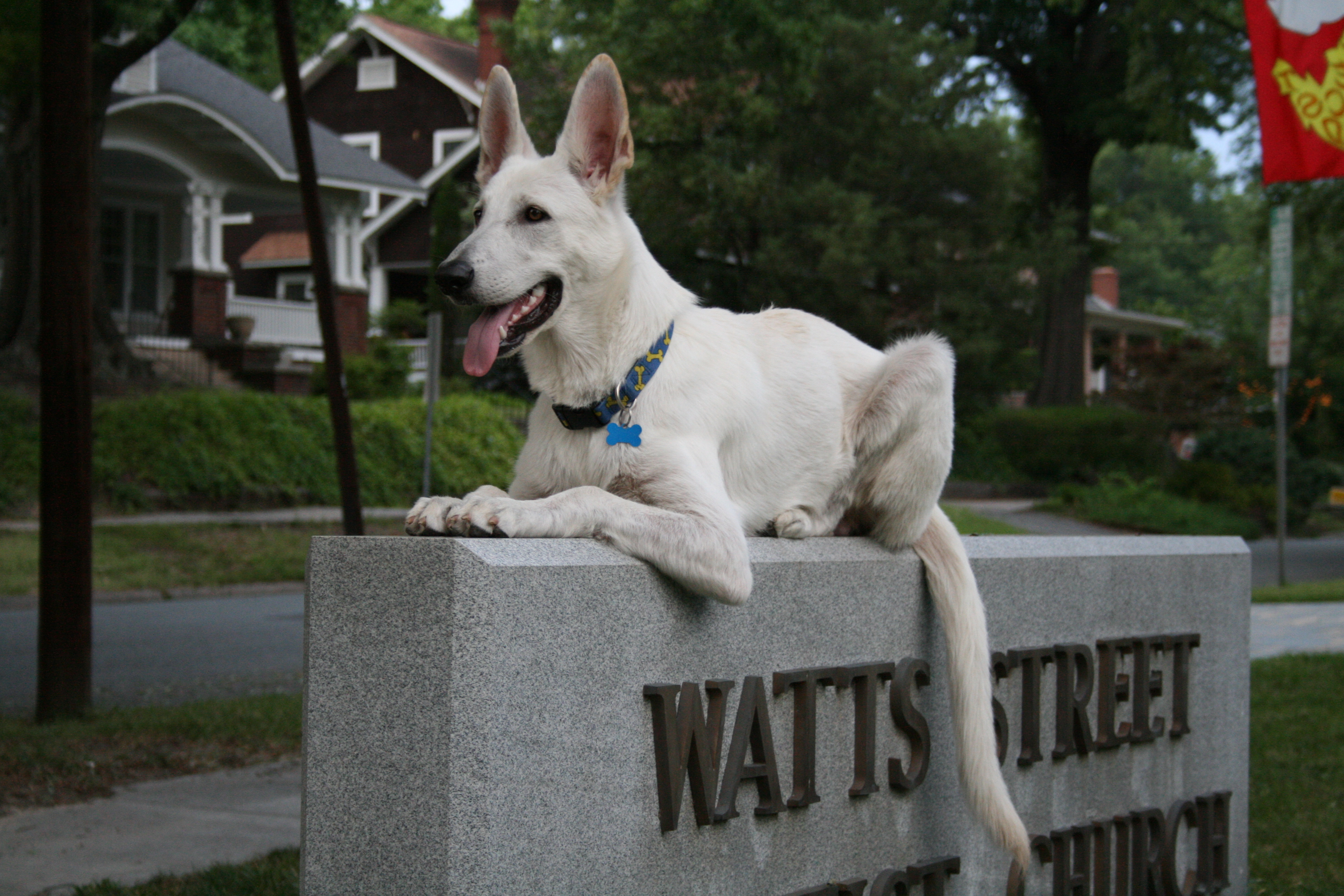
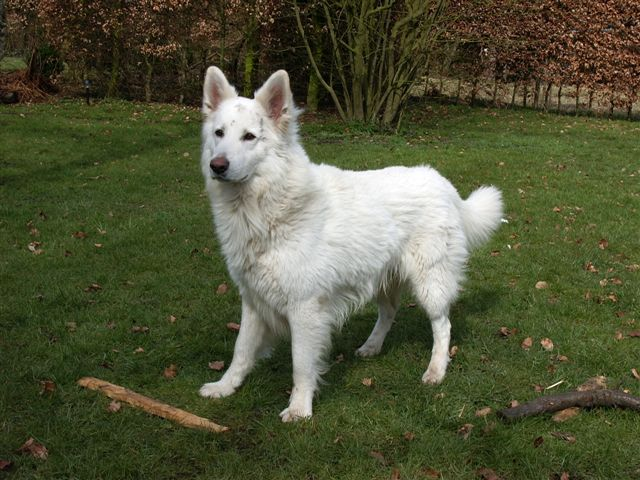
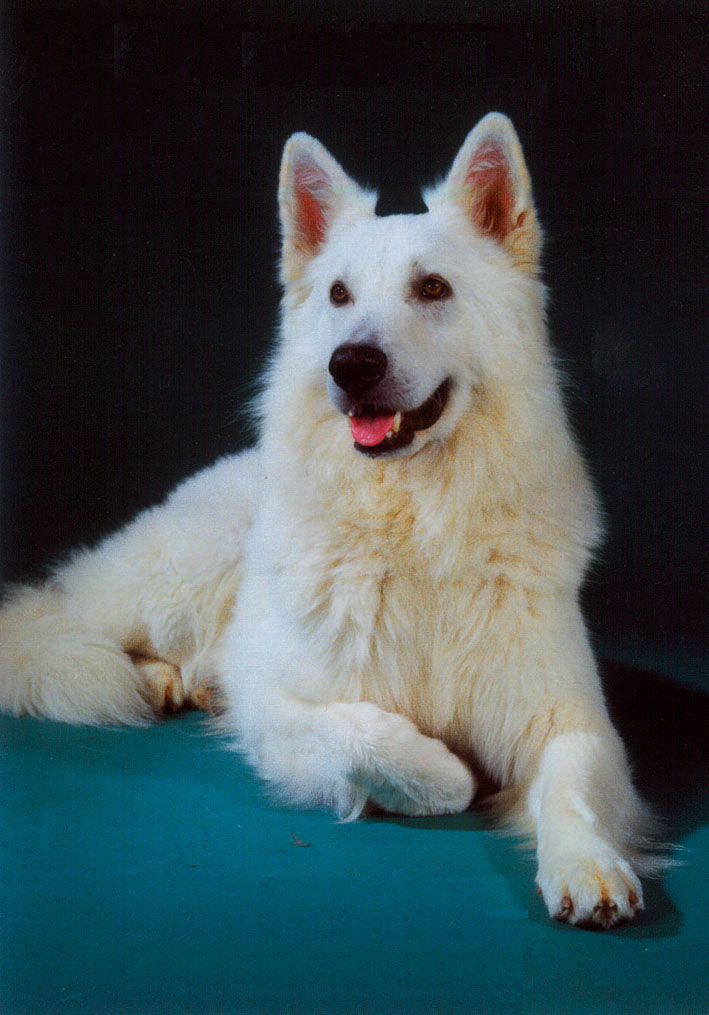
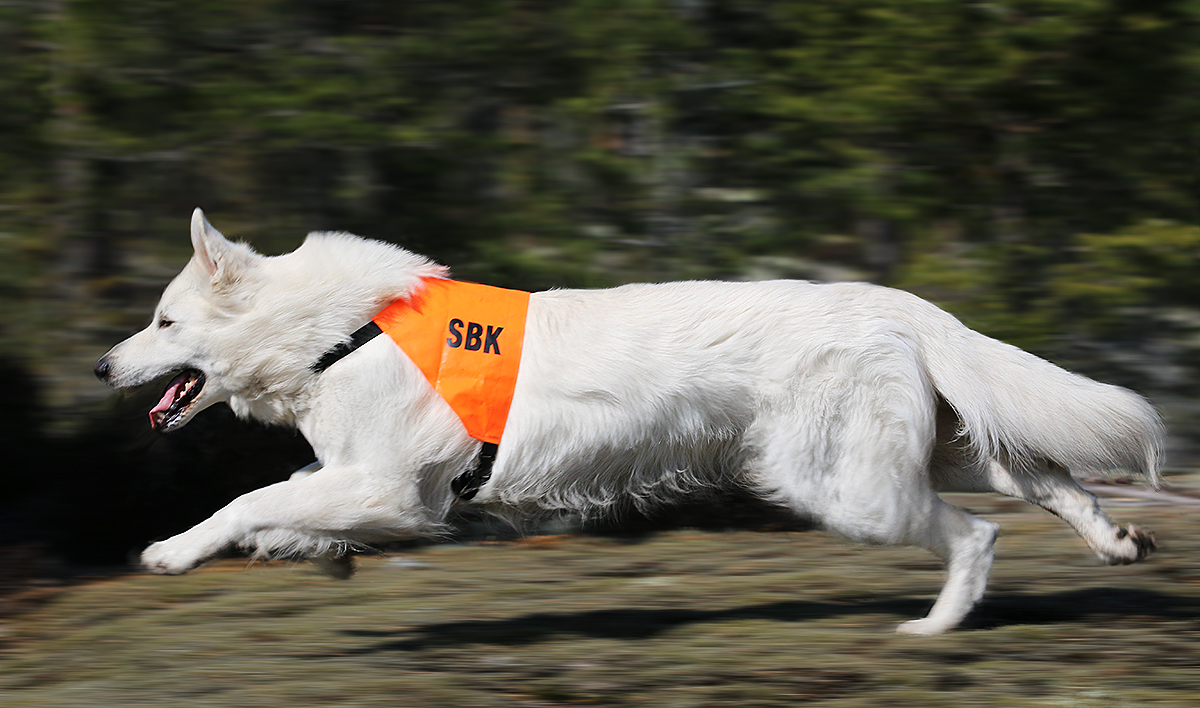